# 孔雀王子
《孔雀王子》是1989年上映的一部香港與日本合資拍攝的魔幻電影，改編自日本漫畫《孔雀王》，為該年度之新春賀歲片；由藍乃才執導，元彪、葉蘊儀、王小鳳、三上博史、高雄、劉家輝、安田成美、緒形拳、惠英紅、郭振鋒主演。

## 劇情
印度邪神羅我（王小鳳 飾）施法唤醒了沉睡在西藏高原佛塔遺址裡的地獄聖女阿修羅（葉蘊儀 飾），她們發動了連串的血腥破壞，欲開啟地獄之門。西藏布達拉宮高僧孤峰（高雄 飾）與日本高僧慈空（緒形拳 飾）得知此消息後，分別派遣旗下弟子孔雀（元彪 飾）和吉祥果（三上博史 飾）前往阻止。

## 角色
| 演員       | 角色       | 備註             |
| 元彪       | 孔雀王子   |                  |
| 葉蘊儀     | 阿修羅     | 地獄聖女         |
| 王小鳳     | 羅我       | 印度邪神妖女     |
| 三上博史   | 吉祥果     | 慈空之弟子       |
| 高雄       | 孤峰       | 西藏布達拉宮高僧 |
| 緒形拳     | 慈空       | (客串) 日本高僧  |
| 安田成美   | 岡田冴子   |                  |
| 劉家輝     | 宮毘羅     |                  |
| 季洪       | 皆魔障外神 |                  |
| 郭振鋒     |            | 孔雀及吉祥果父親 |
| 肥田木通弘 | 佐藤       |                  |
| 竹田高利   | 警察       |                  |
| 山口弘知   | 警察       |                  |

## 上映
由於當時日本片在台灣上映有所限制，使得《孔雀王子》的放映遇上阻滯。本片原定於1989年農曆大年初一在台灣上映，為該年度嘉禾的賀歲片，可惜被檢舉稱其有日方資金，須按規定循日片進口的專案才可推出。為了趕及檔期上映，香港片方稱《孔雀王子》是百分百香港獨資，只有部分場面在日本拍攝及有日本演員參演；然而卻遭質疑該片在香港宣傳時是「港日合拍影片」。最終《孔雀王子》比原定晚了兩年多，在1991年以日片進口的途徑在台上映。

## 花絮
- 飾演地獄聖女阿修羅的葉蘊儀於出演時時年15歲，尚為中學生。葉憑藉本片於日本打出知名度，大受歡迎，在日本被稱作「香港的後藤久美子」，登上日本《優先》雜誌之封面女郎[5]。

## 外部連結
- 香港影庫上《孔雀王子》的資料（繁體中文）
- 開眼電影網上《孔雀王子》的資料（繁體中文）
- 豆瓣电影上《孔雀王子》的資料 （简体中文）
- 时光网上《孔雀王子》的資料（简体中文）
- AllMovie上《孔雀王子》的资料（英文）
- 爛番茄上《孔雀王子》的資料（英文）
- 互联网电影数据库（IMDb）上《孔雀王子》的资料（英文）